# مرد عنکبوتی: در میان دنیای عنکبوتی
مرد عنکبوتی: در میان دنیای عنکبوتی (انگلیسی: Spider-Man: Across the Spider-Verse) فیلمی آمریکایی در ژانر ابرقهرمانی پویانمایی رایانه‌ای محصول ۲۰۲۳ است که شخصیت مایلز مورالز / مرد عنکبوتی در آن حضور دارد. این فیلم توسط کلمبیا پیکچرز و سونی پیکچرز انیمیشن با مشارکت مارول انترتینمنت تهیه شده‌است و از طریق گروه سینمایی سونی پیکچرز توزیع شد. این قسمت دنباله قسمت مرد عنکبوتی: به درون دنیای عنکبوتی (۲۰۱۸) است و در مولتی‌ورس مشترک از جهان‌های متناوب به نام «دنیای عنکبوتی» روایت می‌شود. کارگردانی این فیلم بر عهده ژواکیم دوس سانتوس، کمپ پاورز و جاستین کی تامپسون بر پایهٔ فیلم‌نامه نوشتهٔ فیل لرد، کریستوفر میلر و دیوید کالاهام است. شامیک مور صداپیشهٔ مورالز است و در کنارش هیلی استاینفلد، برایان تایری هنری، لورین ولز، جیک جانسون، جیسون شوارتزمن، ایسا رای، کاران سونی، دنیل کالویا و اسکار آیزاک حضور دارند. در این فیلم، مایلز به همراه گوئن استیسی / زن عنکبوتی در سراسر جهان چندگانه به ماجراجویی می‌پردازد و در آنجا با تیم جدیدی از افراد عنکبوتی به رهبری میگل او هارا / مرد عنکبوتی ۲۰۹۹ آشنا می‌شود، اما با آن‌ها بر سر رسیدگی به تهدید جدیدی درگیر می‌شود.
سونی توسعهٔ فیلم در میان دنیای عنکبوتی را قبل از انتشار به درون دنیای عنکبوتی در سال ۲۰۱۸ با گروه نویسندگی و کارگردانی وابسته آغاز کرد. فیلم قرار بود روی رابطهٔ مورالز با صداپیشگی شامیک مور و استیسی با صداپیشگی هیلی استاینفلد تمرکز داشته باشد. این فیلم به‌طور رسمی در نوامبر ۲۰۱۹ معرفی شد، کار انیمیشن در ژوئن ۲۰۲۰ آغاز شد و عنوان آن در دسامبر ۲۰۲۱ اعلام شد.
مرد عنکبوتی: در میان دنیای عنکبوتی در ۳۰ مهٔ ۲۰۲۳ در لس آنجلس به نمایش درآمد و در ۲ ژوئن در ایالات متحده منتشر شد. انتشار این فیلم قبلاً از تاریخ اولیهٔ آوریل ۲۰۲۲ به‌دلیل همه‌گیری کووید-۱۹ به تعویق افتاده بود. این فیلم مانند نسخهٔ قبلی، مورد تحسین منتقدان قرار گرفت و ۶۹۰ میلیون دلار در جهان فروش داشت در حالی که بودجهٔ ساخت آن ۱۰۰ میلیون دلار بود و ششمین فیلم پرفروش ۲۰۲۳ شد. انستیتوی فیلم آمریکا آن را یکی از ده فیلم برتر سال ۲۰۲۳ معرفی کرد. این فیلم نامزد دریافت جایزهٔ بهترین پویانمایی بلند در مراسم گلدن گلوب، بفتا و اسکار شد.قسمت سوم و آخر  این مجموعه، تحت عنوان مرد عنکبوتی: فراتر از دنیای عنکبوتی، و اسپین‌آفی با محوریت شخصیت‌های زن در دست ساخت هستند.

## داستان
در جهان موازی "زمین-۶۵"، گوئن استیسی که اکنون با نام "زن عنکبوتی" شناخته می‌شود، روزبه‌روز از دوستانش دورتر می‌شود و رابطه‌اش با پدرش، جورج، افسر پلیس، تیره شده است. جورج بدون آن‌که از هویت واقعی گوئن خبر داشته باشد، او را به‌دلیل مرگ پیتر پارکر تحت تعقیب قرار داده؛ غافل از آن‌که پیتر خود به هیولای "لیزارد" تبدیل شده بود و مرگش یک اتفاق ناخواسته بود.
در یکی از مأموریت‌ها، گوئن با نسخه‌ای عجیب از "والچر" (کرکس) از جهانی با حال‌وهوای رنسانس ایتالیا روبه‌رو می‌شود. در همین زمان، دو اسپایدرمن دیگر، "میگل اوهارا" و "جس درو"، از دروازه‌های بُعدی ظاهر شده و برای کمک به او می‌آیند. وقتی جورج موفق می‌شود گوئن را گیر بیندازد، او هویتش را فاش می‌کند؛ اما پدرش قصد دستگیری‌اش را دارد. گوئن ناامید شده و همراه میگل و جس از جهان خود خارج می‌شود.
در "زمین-۱۶۱۰"، پس از گذشت ۱۶ ماه از شکست "کینگ‌پین" و نابودی شتاب‌دهنده آلکمکس، مایلز مورالز همچنان نقش اسپایدرمن را ایفا می‌کند، اما این موضوع موجب ایجاد تنش با والدینش شده است. او به‌خاطر دیر رسیدن به مهمانی ترفیع پدرش، جفرسون، به درجه کاپیتانی، تنبیه می‌شود.
در همین گیرودار، مایلز با دشمن جدیدی به نام "اسپات" روبه‌رو می‌شود؛ دانشمندی که در اثر انفجار شتاب‌دهنده، بدنش به درگاه‌هایی بُعدی تبدیل شده است. اسپات معتقد است که مایلز باعث این وضعیت او شده و پرده از رازی برمی‌دارد: عنکبوتی که به مایلز قدرت داد، در اصل از جهانی دیگر، "زمین-۴۲"، آمده بود. اسپات ناخواسته وارد فضای خلأ می‌شود، ولی یاد می‌گیرد چگونه از قدرتش برای سفر بین دنیاها استفاده کرده و خود را با استفاده از شتاب‌دهنده‌های دیگر تقویت کند.
گوئن به زمین مایلز می‌آید و دوباره با او ارتباط برقرار می‌کند. آن‌ها درد دل کرده و نوعی احساس مشترک میان‌شان شکل می‌گیرد. سپس، گوئن مخفیانه اسپات را تعقیب می‌کند و دروازه‌ای به جهان "زمین-۵۰۱۰۱" باز می‌شود. مایلز پنهانی همراه او وارد می‌شود. آن‌ها در آن‌جا با اسپایدرمن محلی، "پاوِیتِر پربهاکار" و بعدتر "هوبی براون" متحد می‌شوند. اسپات قدرت شتاب‌دهنده را جذب می‌کند و مایلز با چشم‌اندازی از آینده مواجه می‌شود: مرگ پدرش، جف، و رئیس پلیس سینگ در جهان پاویتر.
مایلز با وجود نجات سینگ، نمی‌تواند جلوی نابودی تدریجی آن دنیا را بگیرد. اسپایدرمن‌های بیشتری برای کنترل آسیب‌ها ظاهر می‌شوند و مایلز، گوئن، و هوبی به مرکز فرماندهی در "زمین-۹۲۸" برده می‌شوند؛ جایی به نام "نیویا یورک" که مقر جامعه چندجهانی اسپایدرمن‌ها به رهبری میگل اوهارا است. مایلز در آن‌جا با پیتر بی. پارکر دیدار می‌کند که اکنون پدر شده و دختر کوچکش می‌ـی‌دی (Mayday) را با خود آورده.
میگل توضیح می‌دهد که زندگی همه اسپایدرمن‌ها تابع "رویدادهای قانونمند" است، مثل مرگ یک کاپیتان پلیس که به آن‌ها نزدیک است. اگر این رویدادها مختل شوند، ممکن است جهان مربوطه نابود شود و کل چندجهانی را در معرض فروپاشی قرار دهد. حال، مایلز متوجه می‌شود مرگ پدرش در دستان اسپات، بخشی از همین قانون است. برای جلوگیری از مداخله، میگل دستور بازداشت او را صادر می‌کند.
با کمک هوبی، مایلز فرار می‌کند و جامعه اسپایدرمن‌ها به تعقیب او می‌پردازند. در درگیری با میگل، او متوجه می‌شود که هرگز قرار نبوده اسپایدرمن شود و حتی باعث شده جهان زمین-۴۲ بدون قهرمان باقی بماند. با کمک مارگو کس، مایلز موفق به فرار و بازگشت به دنیایی که تصور می‌کند مال اوست می‌شود. اما اشتباه می‌کند؛ او به "زمین-۴۲" بازگشته، جایی که عموی مرده‌اش، آرون، زنده است، اما پدرش مرده، و شهر در فساد و جنایت غرق شده.
مایلز در این جهان اسیر عمویش می‌شود، و متوجه می‌شود نسخه دیگر خودش در این دنیا، "پراولر" است. هم‌زمان، اسپات حمله خود را به نیویورک زمین-۱۶۱۰ آغاز کرده است. گوئن پس از آشتی با پدرش – که تصمیم به استعفا از نیروی پلیس گرفته – با استفاده از دستگاهی که هوبی برایش گذاشته، به دنبال مایلز بازمی‌گردد. او به خانواده مایلز قول می‌دهد که او را پیدا خواهد کرد.
گوئن به‌همراه متحدانش – پیتر، می‌ـی‌دی، پاویتر، هوبی، مارگو، اسپایدرمن نوآر، پنی پارکر، و اسپایدرهم – تیمی تشکیل می‌دهد تا مایلز را نجات دهد و از وقوع فاجعه‌ای بزرگ جلوگیری کنند.

## صداپیشگان
- شامیک مور در نقش مایلز مورالز: نوجوانی با توانایی‌های عنکبوتی مانند.[۶][۷]
- هیلی استاینفلد در نقش گوئن استیسی / اسپایدر-گوئن: ابرقهرمانی از بعد دیگر.[۷]
- برایان تایری هنری
- لورین ولز
- جیک جانسون
- جیسون شوارتزمن
- ایسا رای
- کاران سونی
- شیا ویگهام
- گرتا لی
- دنیل کالویا
- ماهرشالا علی
- اسکار آیزاک

## تولید

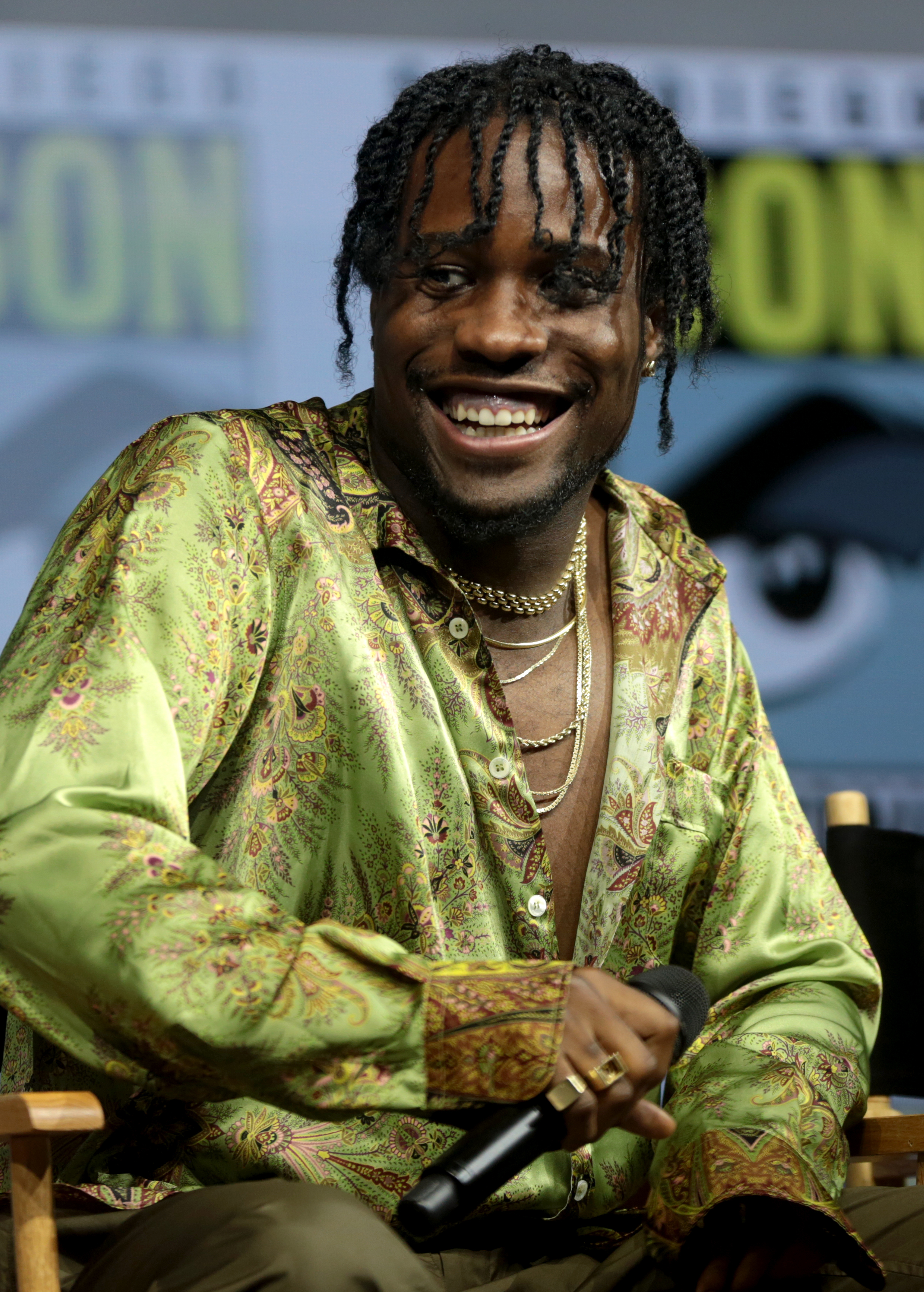
Shameik Moore در حال سخنرانی در سن دیگو 2018 Comic-Con International در سن دیگو، کالیفرنیا.

### توسعه
در پایان نوامبر ۲۰۱۸، پیش از اکران مرد عنکبوتی: به درون دنیای عنکبوتی در ماه آینده، سونی پیکچرز انیمیشن توسعه دنباله‌ای از این فیلم را به دلیل «همهمهٔ باورنکردنی» پیرامون پروژه آغاز کرده بود. دنباله قرار بود ادامه داستان شامیک مور در نقش مایلز مورالز را ادامه دهد. جواکیم دوس سانتوس و دیوید کالاهام قرار بود به ترتیب کارگردانی و نویسندگی این فیلم را بر عهده بگیرند و ایمی پاسکال به عنوان تهیه‌کننده از اولین فیلم بازگشت. سایر تولیدکنندگان فیلم اول یعنی فیل لرد و کریستوفر میلر، آوی آراد، و کریستینا استاینبرگ، همگی انتظار می‌رفتند که در قسمتی از فیلم به دنباله بازگردند. ماه بعد، پاسکال گفت فیلم بر روی مورالس و گوئن استیسی / اسپایدر-گوئن با بازی هیلی استاینفلد تمرکز خواهد کرد و عاشقانه‌ای بین دو شخصیت که از فیلم اول بریده شده بود را بررسی می‌کند. او افزود که دنباله «سکوی پرتاب» فیلمی اسپین‌آف خواهد بود که قبلاً با محوریت زن با بازی استاینفلد اعلام شده بود.
سونی به‌طور رسمی دنباله را در نوامبر ۲۰۱۹ تأیید کرد و تاریخ انتشار آن را ۸ آوریل ۲۰۲۲ تعیین کرد. لرد و میلر به عنوان تهیه‌کننده تأیید شد. لرد اشاره کرد که این فیلم شامل «مرد عنکبوتی ژاپنی» از سری مرد عنکبوتی ۱۹۷۸ می‌شود. سونی تاریخ اکران فیلم را به ۷ اکتبر ۲۰۲۲ تغییر داد تا در آوریل ۲۰۲۰ به دلیل همه‌گیری کووید-۱۹ تغییراتی در برنامه فیلم‌های خود ایجاد کند.

### انیمیشن و طراحی
لرد فاش کرد که کار طراحی برای شخصیت‌های جدید فیلم تا نوامبر ۲۰۱۹ آغاز شده‌است. کریس آنکا، هنرمند کتاب‌های مصور، بعداً فاش کرد که به عنوان طراح شخصیت در فیلم خدمت می‌کرد. در ۹ ژوئن ۲۰۲۰، نیک کوندو، انیماتور اصلی فیلم اعلام کرد که تولید آن آغاز شده‌است.

### موسیقی
دانیل پمبرتن در دسامبر ۲۰۲۰ تأیید کرد که موسیقی دنباله را خواهد ساخت.

## بازاریابی و انتشار
در می ۲۰۲۰، سونی وارد یک مشارکت تبلیغاتی با شرکت هیوندای موتور شد تا مدل‌ها و فناوری‌های جدید خود را در این فیلم به نمایش بگذارد.
این فیلم در ۲ ژوئن ۲۰۲۳ در ایالات متحده اکران شد. در ابتدا قرار بود در ۸ آوریل ۲۰۲۲ منتشر شود، اما به دلیل همه‌گیری کووید-۱۹ به تاریخ ژوئن ۲۰۲۳ منتقل شد.

## بازخورد

### گیشه
مرد عنکبوتی: در میان دنیای عنکبوتی توانست ۳۸۱٫۵ میلیون دلار در ایالات متحده و کانادا، و ۳۰۹٫۳ میلیون دلار در مناطقِ دیگر جهان فروش داشته باشد، که در مجموع فروش آن در جهان به ۶۹۰٫۸ میلیون رسید. این فیلم پس از ۱۲ روز اکران از مجموع فروش ۳۸۴٫۵ میلیون دلاری به درون دنیای عنکبوتی پیشی گرفت. همچنین از اسمورف‌ها پیشی گرفت و به پرفروش‌ترین فیلم سونی پیکچرز انیمیشن تبدیل شد.
در ایالات متحده و کانادا، در میان دنیای عنکبوتی به همراه بوگیمن اکران شد؛ در ابتدا پیش‌بینی می‌شد در آخر هفته افتتاحیه‌اش حدود ۸۰ میلیون دلار از ۴٫۳۱۳ سینما فروش داشته باشد. استودیوهای رقیب عقیده داشتند که احتمالاً فروشی ۹۰ میلیون دلاری داشته باشد. این فیلم به فروش ۱۲۰٫۷ میلیون دلاری رسید، که رتبهٔ دوم پرفروش‌ترین فیلم آخر هفته ۲۰۲۳ (پس از فیلم برادران سوپر ماریو با ۱۴۶٫۴ میلیون دلار) و رتبهٔ هشتم بهترین فروش افتتاحیهٔ یک پویانمایی در تاریخ را کسب کرد.

### منتقدان
در وبگاه جمع‌آوری نقد راتن تومیتوز، ٪۹۵ از ۳۸۵ بررسی منتقدان مثبت است، و میانگینِ امتیاز آن ۸٫۶/۱۰ است. اجماع این وبگاه چنین می‌نویسد: «مرد عنکبوتی: در میان دنیای عنکبوتی همان‌قدر به‌اندازهٔ فیلم قبلی از لحاظ بصری خیره‌کننده و پرجنب‌وجوش است و از آغاز تا اتمام داستان نفس‌گیر، شور و هیجان می‌آورد.» این فیلم در متاکریتیک که از میانگین وزنی استفاده می‌کند، بر اساس نظر ۶۰ منتقدین امتیاز ۸۶ از ۱۰۰ را کسب کرده که نشان‌گر «تحسین همگانی» است. تماشاگران شرکت‌کننده در نظرسنجی سینماسکور، به این فیلم نمرهٔ «A» در مقیاس «A+» تا «F» دادند، در حالی که نظرسنجی‌های پست‌ترک گزارش دادند که ۹۳ درصد از مخاطبان به فیلم نمره مثبت داده‌اند و ۸۲ درصد گفته‌اند که قطعاً آن را توصیه می‌کنند.

## آینده

### دنباله
لرد و میلر در دسامبر ۲۰۲۱ اعلام کردند که دنبالهٔ به درون دنیای عنکبوتی به دو بخش تبدیل خواهد شد. در آن زمان انتظار می‌رفت بخش دوم در سال ۲۰۲۳ منتشر شود. در آوریل ۲۰۲۲، بخش دوم، مرد عنکبوتی: فراتر از دنیای عنکبوتی نام گرفت.

### اسپین‌آف
سونی در نوامبر ۲۰۱۸ شروع به توسعهٔ فیلمی از زنان عنکبوتی کرد که بر روی سه نسل از شخصیت‌های زن مرتبط با عنکبوت متمرکز بود. بک اسمیت در حال نوشتن اسپین‌آف بود و لورن مونتگومری در حال مذاکره برای کارگردانی آن بود. پاسکال اعلام کرد این فیلم حول محور شخصیت‌های گوئن استیسی / اسپایدر-گوئن، سیندی مون / سیلک و جسیکا درو / اسپایدر وومن می‌چرخد و در میان دنیای عنکبوتی «سکوی پرتاب» این اسپین‌آف خواهد بود.